# 明治川神社
明治川神社（めいじがわじんじゃ）は、愛知県安城市東栄町にある神社。祭神は大水上祖神、水分神、高龗神、都築弥厚命、伊豫田与八郎命、岡本兵松命、西沢真蔵命。社格は旧郷社。
都築弥厚、伊豫田与八郎、岡本兵松、西沢真蔵という明治用水建設の功労者4人が祀られている神社である。

## 祭神
- 大水上祖神（みくまりのおやのかみ）
- 水分神（みくまりのかみ）
- 高龗神（たかをかのかみ）
- 都築弥厚命
- 伊豫田与八郎命
- 岡本兵松命
- 西沢真蔵命

## 歴史
碧海郡和泉村の豪農だった都築弥厚が碧海台地の安城が原に用水を引く計画を立案したのは文化5年（1808年）のことだが、計画が明治用水として日の目を見たのは都築の死後47年も経った1880年（明治13年）のことだった。明治用水の竣工式と祝賀式の際に神社の創建が決定され、同年12月には水に縁の深い大水上祖神、水分神、高龗神を勧進して神社とした。1884年（明治17年）には社号を明治川神社とし、1885年（明治18年）1月には無格社としての認可を得て、10月10日には本社が完成している。1909年（明治42年）には無格社から郷社に格上げされ、1910年（明治43年）4月には神饌幣帛料供進神社に指定された。
1915年（大正4年）11月には用水の立案者である都築弥厚が合祀され、1942年（昭和17年）5月には明治用水の立案者である伊豫田与八郎が、1951年（昭和26年）5月には同じく明治用水の立案者である岡本兵松が、1956年（昭和31年）3月には枝下用水の立案者である西沢真蔵が合祀された。
この間、1946年（昭和21年）10月21日には、昭和天皇の行幸もあった（昭和天皇の戦後巡幸の一環）。
1953年（昭和28年）1月30日には宗教法人となり、今日の等級は四等級である。

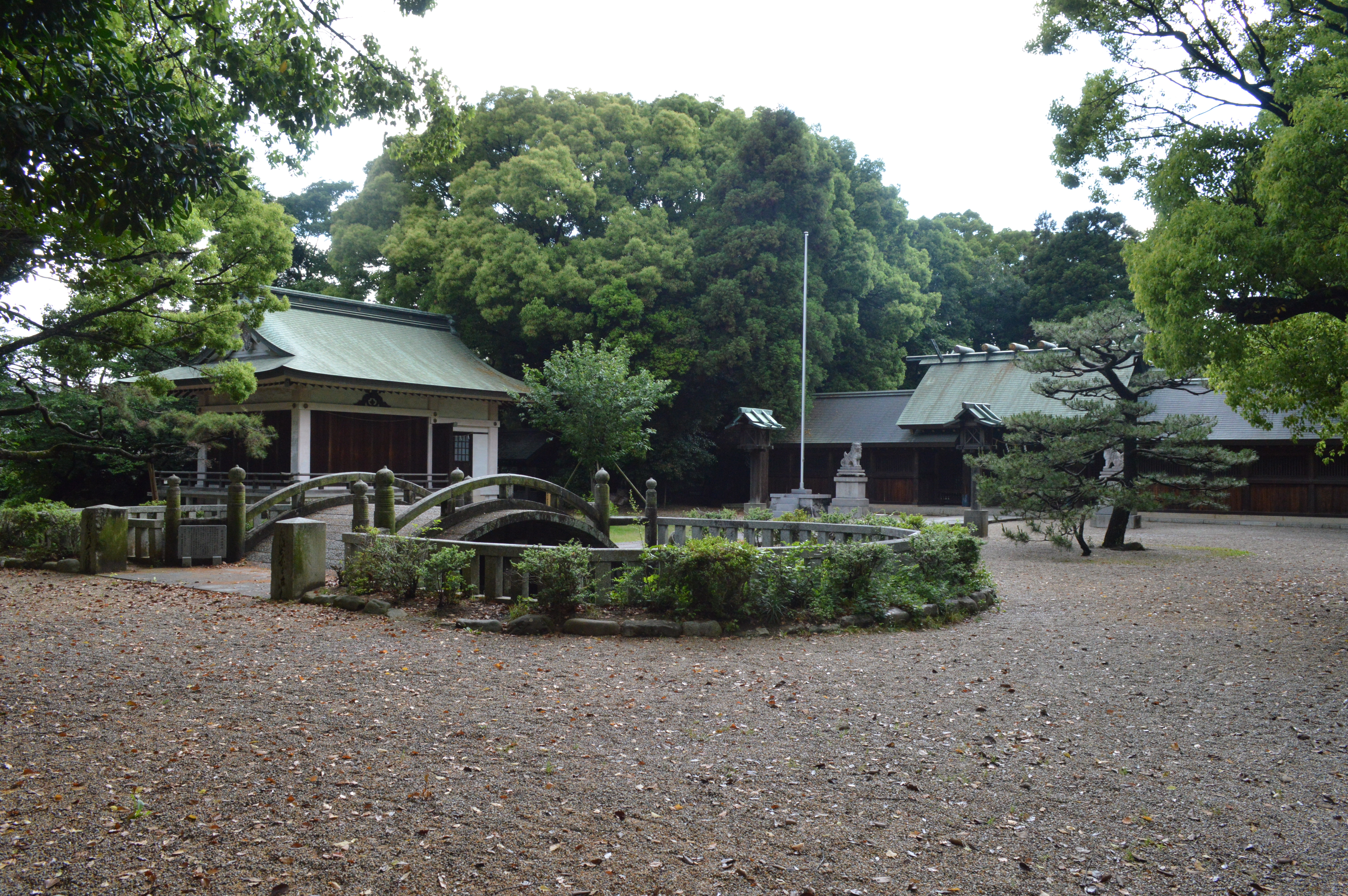
神池に架かる明治川橋
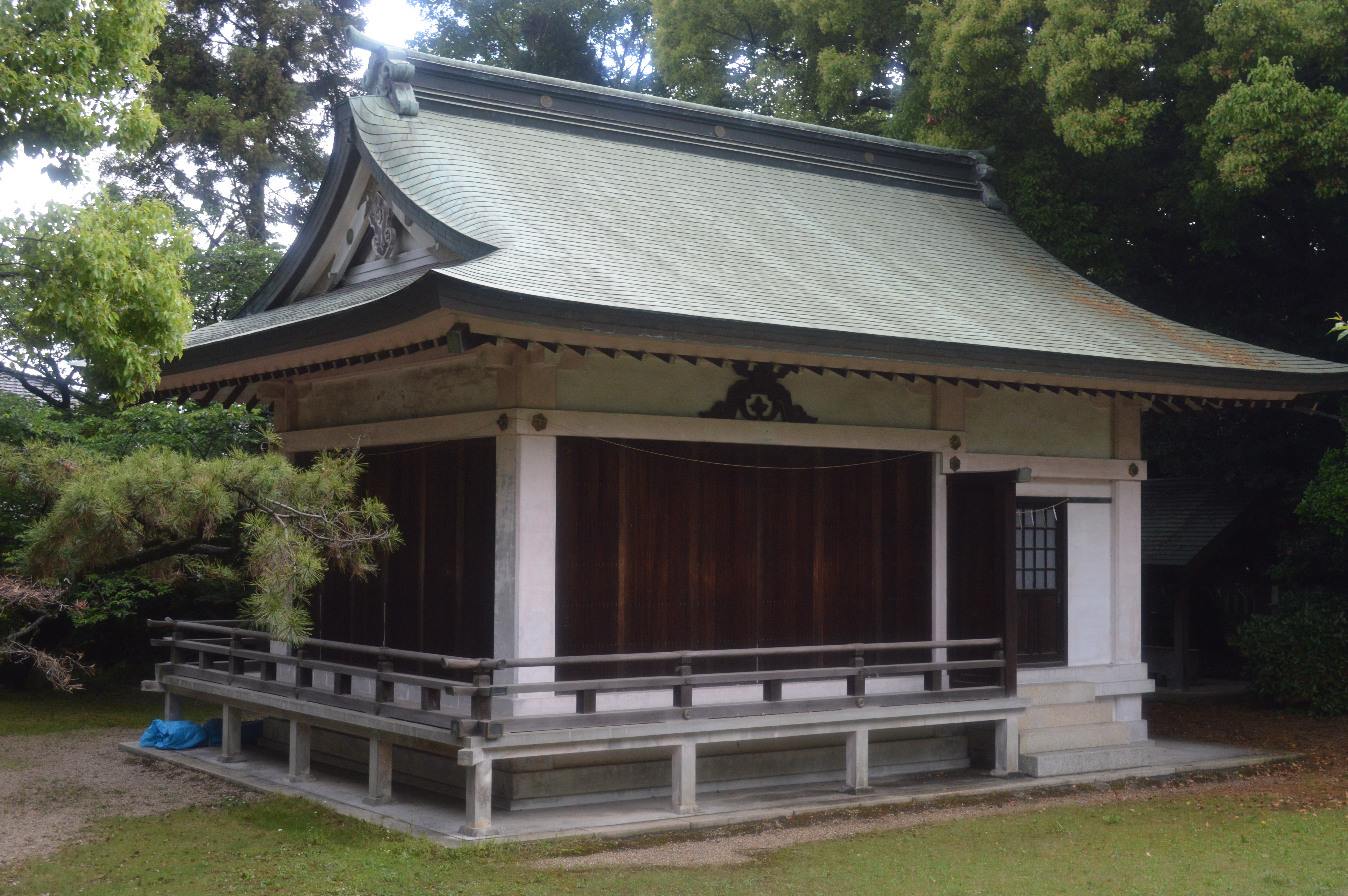
コンクリ製の建物
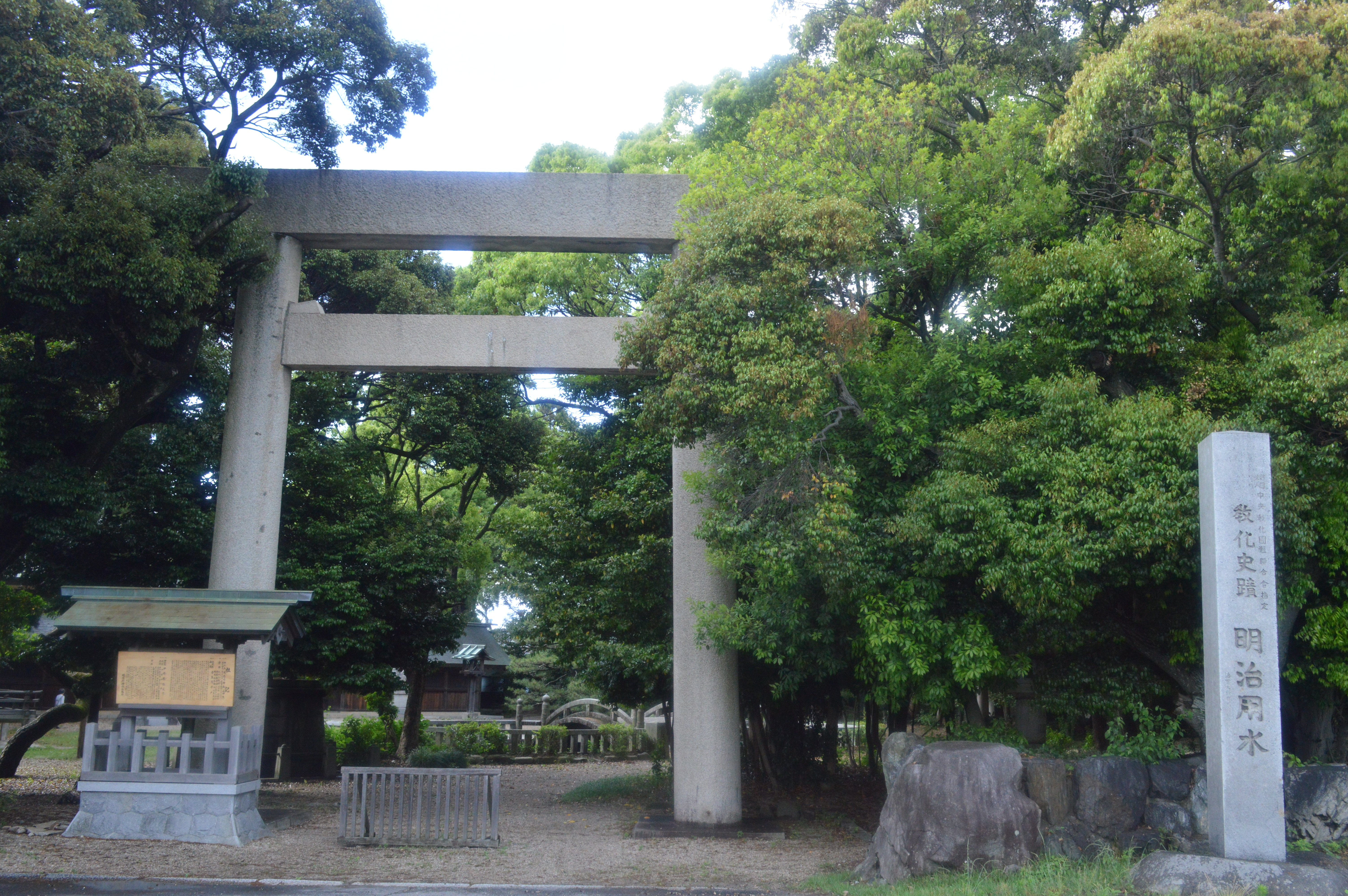
境内南側の鳥居
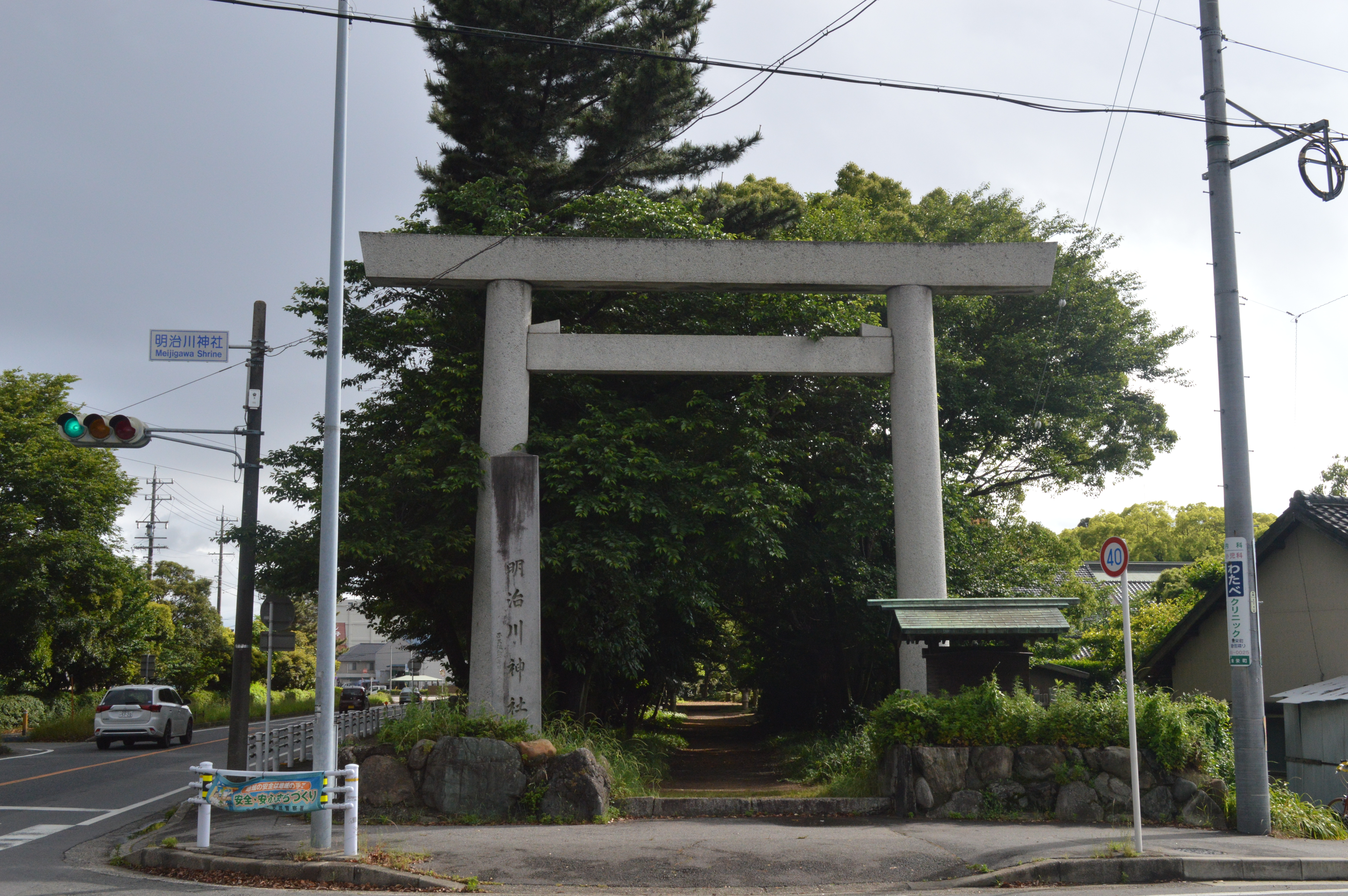
境内北側の鳥居
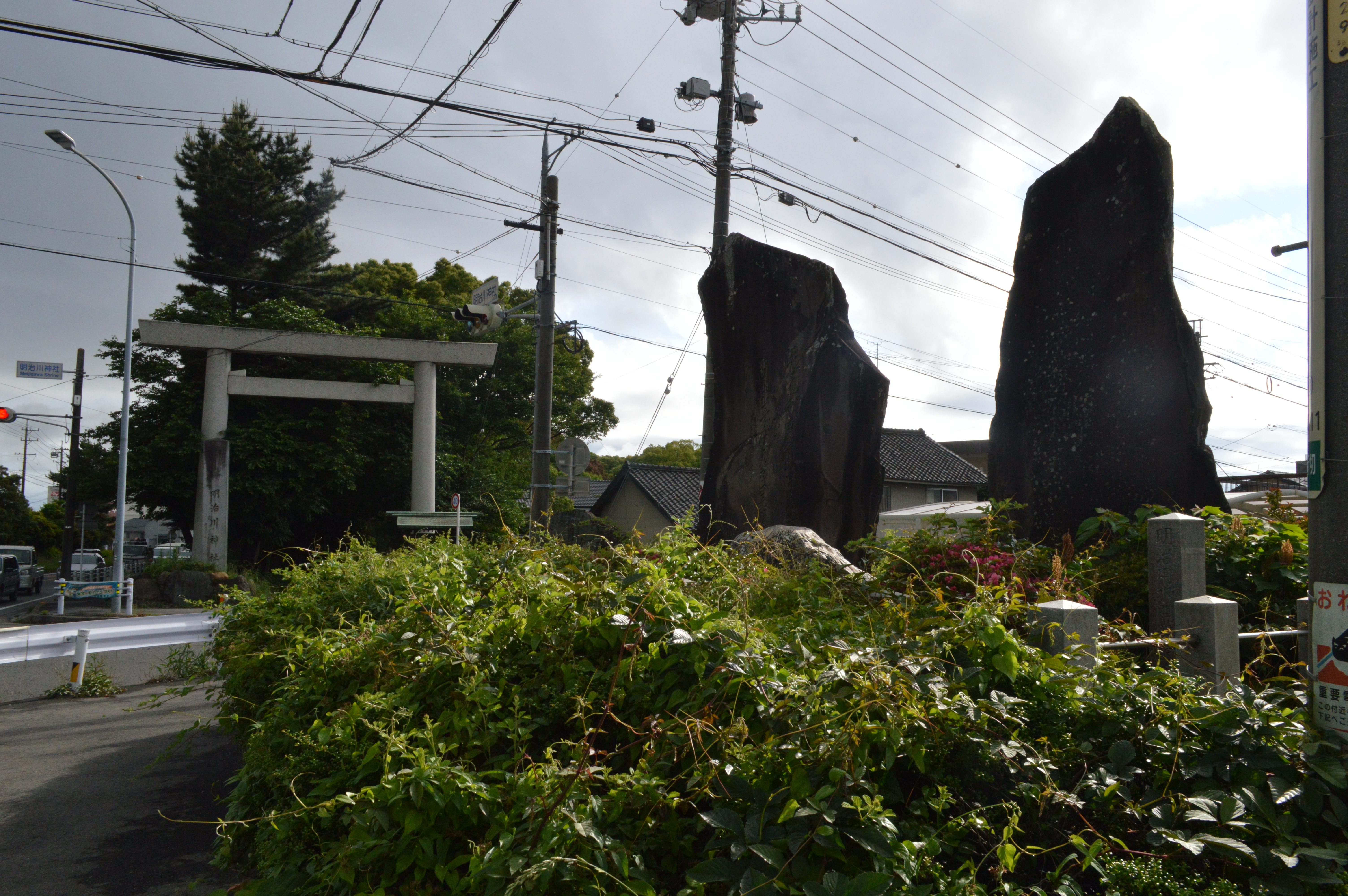
明治用水碑

## 境内

### 末社
末社として伊佐雄社があり、上倉池や北野用水や鹿乗川の開削の功労者を祀っている。明治川神社の祭神は死後に祀られたが、伊佐雄社の祭神は存命中に祀られている（生祀）。10月18日に例祭を行っている。

## 現地情報
- 所在地 : 愛知県安城市東栄町柳原9
- アクセス : 名鉄名古屋本線新安城駅から西に約1.7km、新安城駅からあんくるバス北部線に乗車して「明治川神社」下車1分